# Rivista Sperimentale di Freniatria
La Rivista sperimentale di freniatria è una rivista di medicina italiana. 

## Storia e descrizione
Nata nel 1875, è la più antica rivista scientifica italiana di psichiatria, ed è stata da allora pubblicata ininterrottamente, diventando uno dei più importanti periodici nell'ambito delle discipline neuropsichiatriche in Italia . Su di essa hanno pubblicato lavori di ricerca studiosi italiani e stranieri come Camillo Golgi a Richard von Krafft-Ebing, da Cesare Lombroso a Tullio Levi-Bianchini, da Franco Basaglia a Eugenio Borgna.
La rivista è rimasta sempre orientata, culturalmente e scientificamente, a favorire il dialogo fra saperi differenti (la psicologia, la psicoanalisi, la psicopatologia, la fenomenologia, l'antropologia, la sociologia, e oggi le neuroscienze), con l'intento di contribuire all'approfondimento delle dimensioni teorico-cliniche della sofferenza e del benessere psichico .